# Prionyx popovi
Prionyx popovi är en biart som beskrevs av Guichard 1988. Prionyx popovi ingår i släktet Prionyx och familjen grävsteklar. Inga underarter finns listade i Catalogue of Life.